# Ачешки език
Ачешкият език (Bahsa Acèh) е малайско-полинезийски език, говорен от ачехите в провинцията Ачех, Индонезия. Езикът се говори и в някои части на Малайзия от ачешки потомци там, например в щата Кедах.

## Класификация и сродни езици
Езикът спада към малайско-полинезийския клон на австронезийското езиково семейство. Сродни езици са останалите чамски езици, най-вече говорени във Виетнам. Най-близкото до чамското семейство е малайското езиково семейство, което включва езици, говорени в Суматра, например гайо, батак и минангкабау, както и националния език - индонезийски.